# Xã St. John, Quận New Madrid, Missouri
Xã St. John (tiếng Anh: St. John Township) là một xã thuộc quận New Madrid, tiểu bang Missouri, Hoa Kỳ. Năm 2010, dân số của xã này là 77 người.